# Pohraniční policie Bosny a Hercegoviny

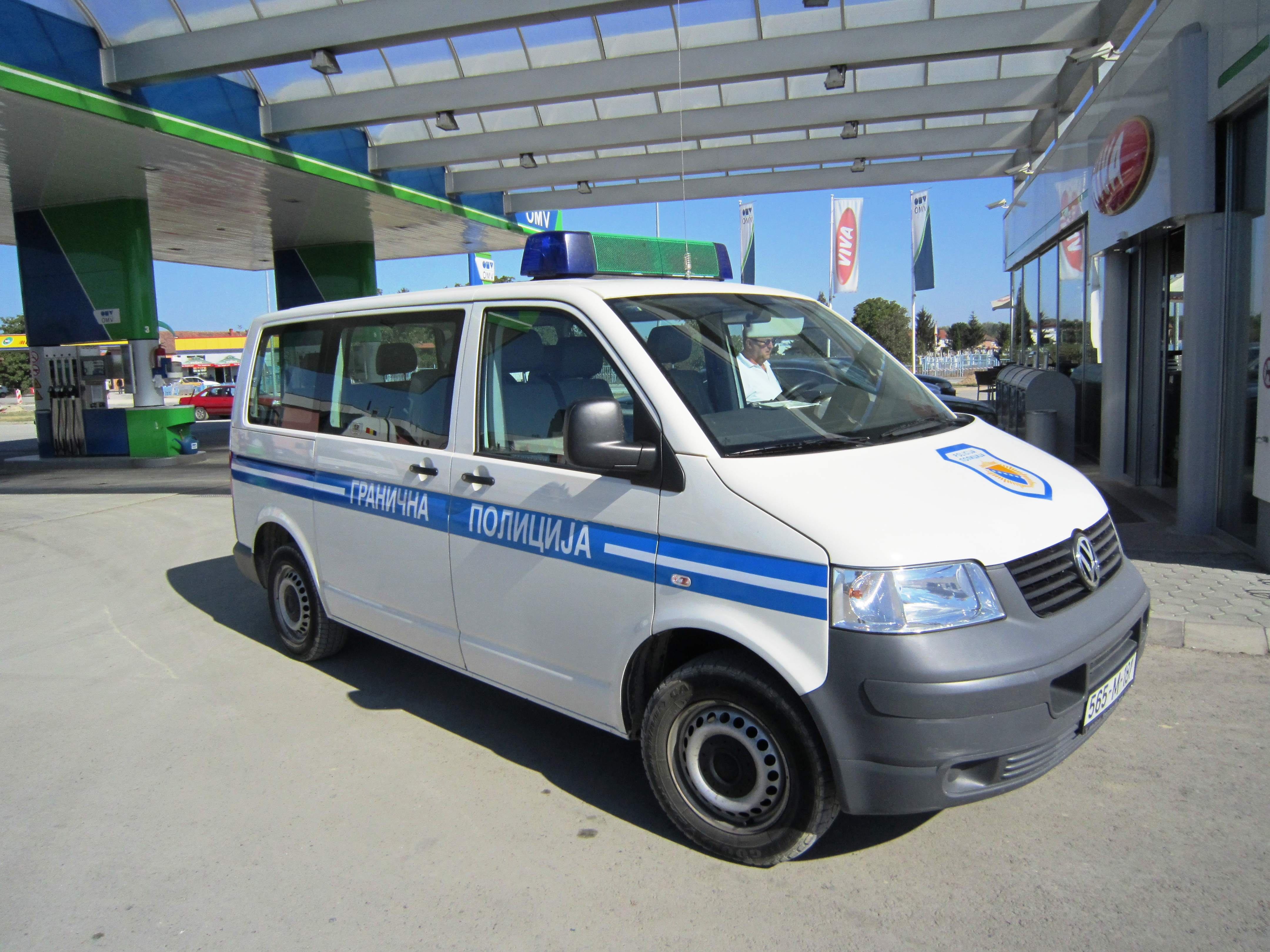
Vozidlo pohraniční policie.

Pohraniční policie Bosny a Hercegoviny (bosensky Granična policija Bosne i Hercegovine, srbsky Гранична полиција Босне и Херцеговине) je celostátní policejní organizace, která působí na území Bosny a Hercegoviny. Je podřízena ministerstvu bezpečnosti Bosny a Hercegoviny. Jejím úkolem je vykonávat policejní práci, která se týká ochrany státní hranice Bosny a Hercegoviny a dalších záležitostí, které ji spadají dle příslušných zákonů.
V pohraniční policií často spolupracuje také státní agentura pro vyšetřování a ochranu (SIPA).
Pod pohraniční policii spadá také ochrana malého úseku pobřeží u města Neum.

## Historie
Pohraniční policie byla založena pod názvem Státní pohraniční služba Bosny a Hercegoviny. Dne 31. ledna 2000 tehdejší Vysoký představitel pro Bosnu a Hercegovinu, Wolfgang Petrich schválil zákon, který její založení předpokládal. Následně bosenské úřady jmenovaly jejího prvního ředitele. Dne 6. června téhož roku byla zformovaná první jednotka pohraniční policie na sarajevském letišti. Do konce září 2002 byl dokončen proces, podle něhož policie převzala kontrolu nad státními hranicemi od republikových a kantonálních policejních složek.
Současný název má na základě změn zákona, které vstoupily v účinnost dne 30. března 2007. Policie působí na území obou entit.
V březnu 2025 nicméně Národní skupština Republiky srbské představila návrh zákona na vytvoření vlastní složky, která by měla hlídat severní a východní hranici Bosny a Hercegoviny (tedy tu, která je i hranice Republiky srbské s dalšími státy (Srbsko, Chorvatsko, Černá Hora).

## Organizace
Pohraniční policie má organizační strukturu, podle níž v rámci ní působí: hlavní kancelář, terénní kanceláře, jednotky, ústřední vyšetřovací kancelář, specializované jednotky a další organizační jednotky. Terénní kanceláře sídlí v Sarajevu, Gradišce, Grahovu, Bijeljině, Višegradu a Čapljině. Svoji působnost mají vymezenou podle hranic jednotlivých administrativních jednotek, tedy obcí.